# Peter von Gerschau

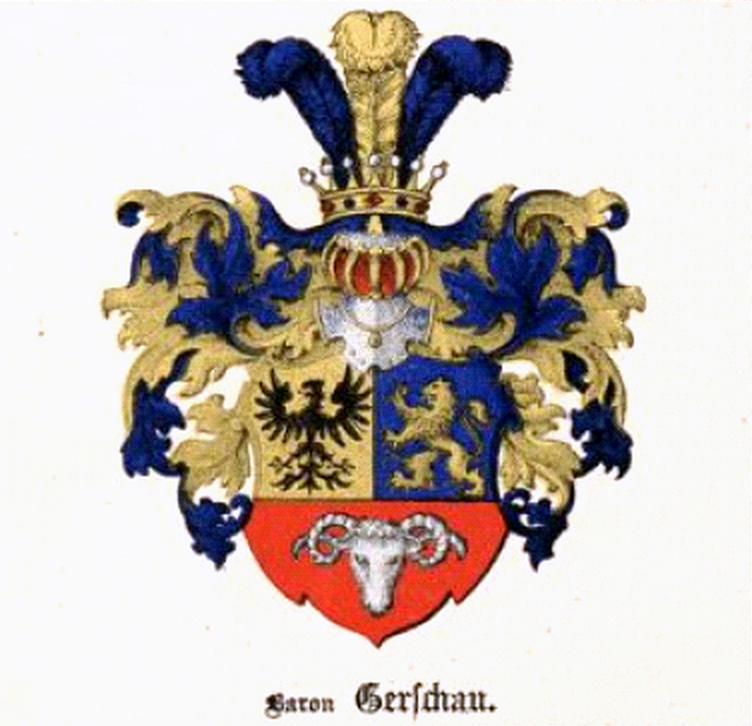
Familienwappen derer von Gerschau

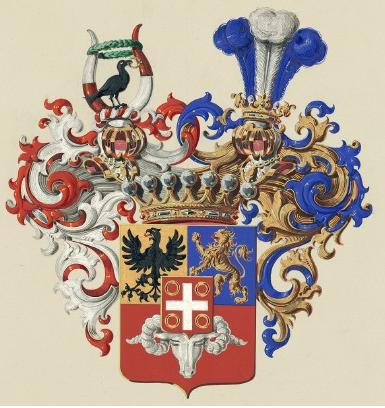
Vereintes Familienwappen derer Gerschau von Flotow

Peter von Gerschau (russisch: Барон Петер фон Гершау, * 24. Oktober 1779 auf Schloss Behnen, Herzogtum Kurland und Semgallen; † 4. Mai 1852 in Kopenhagen) war ein kurländischer Freiherr und russischer Generalkonsul in Kopenhagen.

## Geschichte
Im Alter von 13 Jahren wurde Peter von Gerschau Zögling der Lehranstalt für junge Infanterie- und Kavallerieoffiziere  in Berlin und trat danach in den Dienst der Preußischen Armee ein, dort diente anfänglich bei den Preußischen Leibhusaren. 1807 kehrte er nach Kurland zurück, 1809 ging er nach Sankt Petersburg und war als Kollegien Assessor und Oberforstmeister angestellt. Die Stellung als Oberforstmeister und Waldinspektor versah er im damaligen Großfürstentum Finnland. 1814 wurde er zum Kollegienrat ernannt und bekleidete ab 1816 die Stellung eines russischen Generalkonsuls in Kopenhagen.

## Herkunft und Familie

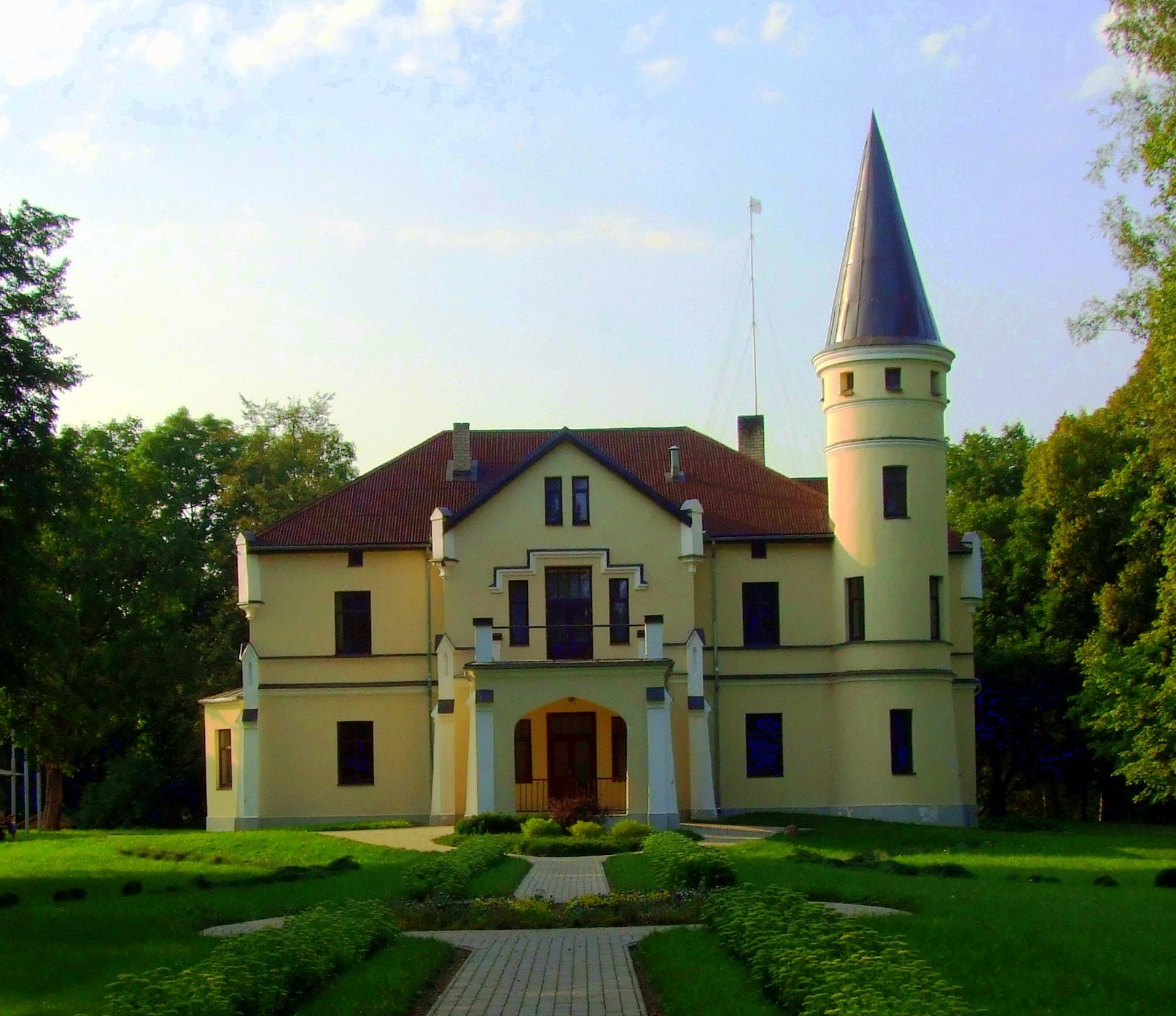
Schloss Behnen in Kurland (2012)

Peter von Gerschau ist der Stammvater des Adelsgeschlechts derer von Gerschau im Herzogtum Kurland und Semgallen. Er war der außereheliche Sohn des Herzogs Peter von Biron (1724–1800) und seiner Geliebten Agnes von Derschau (1740–1783). Peter von Gerschau heiratete Karoline Henriette Schmidt (1784–1848), ihre Nachkommen waren:
- Emilie von Binzer geb. Gerschau * 1801 in Berlin; † 1891 in München ⚭ August Daniel von Binzer  (1793–1868), Dr. phil.
- Karl Petrowitsch von Gerschau (* 1802), russischer Generalmajor ⚭ Marie von Winter (* um 1821)
- Theresia von Gerschau (* 1804 in Berlin)
- Wilhelmine Pauline Johanna Dorothea von Gerschau (* 1806 in Berlin)
- Dorothea von Gerschau (* 1808 in Mitau)
- Alexandra von Gerschau (* 1810 in Wyborg; † 1830 in Sankt Petersburg)
- Otto Peter Hendrich von Gerschau (*/† 1812 in Wyborg)
- Georg Wilhelm Ferdinand von Gerschau (* 1813 in Wyborg; † 1858 in Berlin), Oberstleutnant
- Peter von Gerschau (* 1815 in Wiburg; † 1837 in Ilmenau)
- Maria  Gerschau von Flotow (* 1817 in Nyborg; † um 1908 in Witebsk) ⚭ Bernhard Friedrich von Flotow (* 1811 in Woldzegarten Leizen MeckPomm; † 1854 in Kolpino Sankt Petersburg), hierdurch wird mit kaiserlichem Ukas die Linie Gerschau von Flotow gegründet.
  - Bernhard Friedrich Peter Baron Gerschau von Flotow (* 1853 in Kolpino; † 1911 in Witebsk), Gouverneur von Witebsk

## Werke
- Versuch über die Geschichte des Großsfürstenthums Finnland. Odense 1821. (elib.shpl.ru)
- Aus dem Leben des Freiherrn Heinrich Ludwig von Nicolay, weiland kaiserlich russischer Geheimrat und des St. Annen-Ordens 1. Classe Ritter. Hrsg. von A.D. v. Binzer, Hamburg 1834. (books.google.de)